# Slavisk mytologi
Slavisk mytologi er den overordnede betegnelse for det mytiske aspekt af den førkristne polyteistiske religion, som slaverne praktiserede. Det proto-indoeuropæiske islæt er signifikant, og den slaviske mytologi rummer flere fælleskarakteristika med andre folkereligioner af proto-indoeuropæisk ophav. På trods af de relativt beskedne kilder, der hovedsagelig stammer fra kristne missionærer, menes den slaviske mytologi at stamme fra den tidlige stenalder. Naturen, som var samlingspunkt for religionen, blev tilbedt under navnet Mat Zemlya (moder natur). Praktiseringen af slavisk mytologi foregik uden templer.
I modsætning til græsk og egyptisk mytologi er der ingen førstehåndsberetninger af slavisk mytologi.
| Religion | Spire Denne religionsartikel er en spire som bør udbygges. Du er velkommen til at hjælpe Wikipedia ved at udvide den. |